# Wilhelm Rieder

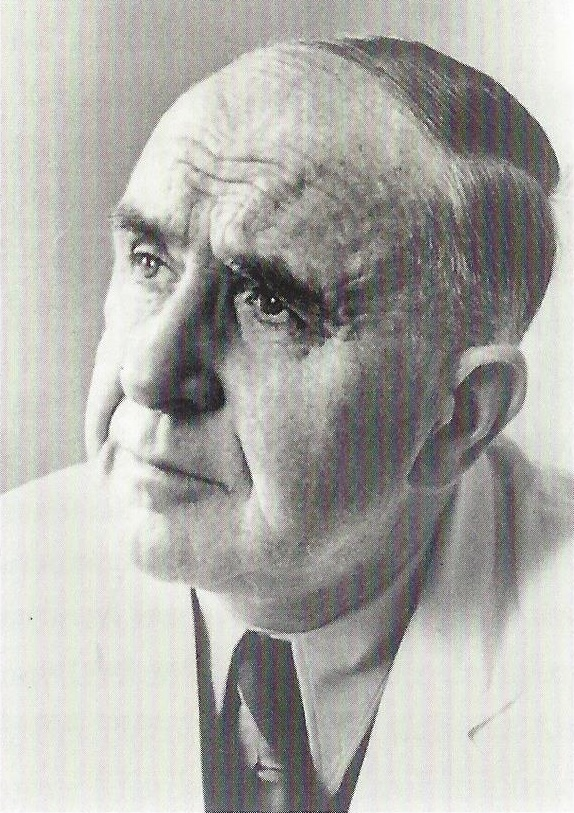
Wilhelm Rieder

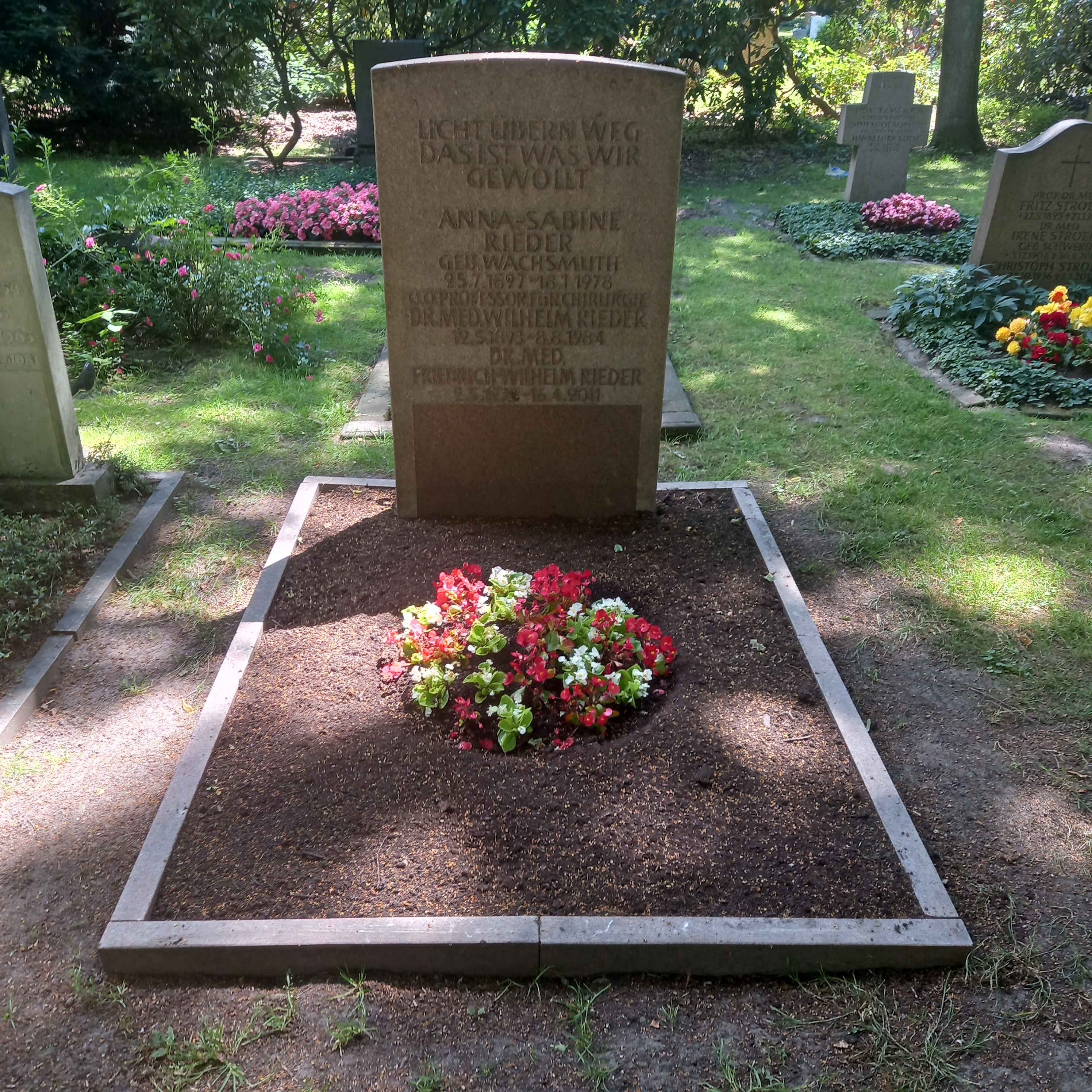
Das Grab von Wilhelm Rieder und seiner Ehefrau Anna-Sabine geborene Wachsmuth auf dem Riensberger Friedhof in Bremen

Wilhelm Rieder (* 12. Mai 1893 auf Gut Schaaken (Waldeck); † 8. August 1984 in Bremen) war ein deutscher Chirurg und Hochschullehrer.

## Leben
Rieder studierte an der Rheinischen Friedrich-Wilhelms-Universität Bonn, der Julius-Maximilians-Universität Würzburg und der Georg-August-Universität Göttingen Medizin. Er war Mitglied des  Corps  Rhenania Würzburg (1914) und des Corps Bremensia (1919). Nach der Promotion zum Dr. med. begann er 1920 seine chirurgische Ausbildung am Universitätskrankenhaus Hamburg-Eppendorf. Seit 1924 habilitiert, wurde er 1930 a.o. Professor. In der Zeit des Nationalsozialismus unterzeichnete er am 11. November 1933 das Bekenntnis der deutschen Professoren zu Adolf Hitler. Zum 1. Mai 1933 trat er der NSDAP bei (Mitgliedsnummer 3.025.453). Außerdem war er Mitglied des NSDB und des NSKK. Entgegen allen akademischen Gepflogenheiten setzte ihn der Reichskulturminister Bernhard Rust 1937 auf den bedeutenden Lehrstuhl der Universität Leipzig. Josef Hohlbaum, der spätere Ordinarius in Prag, ließ sich daraufhin in freier Praxis nieder. Von 1937 bis 1945 war Rieder beratender Chirurg der Wehrmacht. Von 1952 bis 1961 war er Chefarzt der chirurgischen Klinik vom Städtischen Krankenhaus Bremen. Als Pionier der Sympathikuschirurgie wurde er 1952 in die Deutsche Akademie der Naturforscher Leopoldina gewählt. 1953, 1957 und 1963 leitete er die 71., 79. und 91. Tagung der Vereinigung Nordwestdeutscher Chirurgen. Verheiratet war er mit Anne-Sabine geb. Wachsmuth, einer Schwester von Werner Wachsmuth. Sie schenkte ihm drei Kinder.